# Atlanta Open 2022 - Qualificazioni singolare
Le qualificazioni del singolare dell'Atlanta Open 2022 sono un torneo di tennis preliminare per accedere alla fase finale della manifestazione. I vincitori dell'ultimo turno entrano di diritto nel tabellone principale. In caso di ritiro di uno o più giocatori aventi diritto a questi subentrano i lucky loser, ossia i giocatori che hanno perso nell'ultimo turno ma che hanno una classifica più alta rispetto agli altri partecipanti che avevano comunque perso nel turno finale.

## Teste di serie
1. Adrian Mannarino (ultimo turno, lucky loser)
2. John Millman (entrato nel tabellone principale)
3. Steve Johnson (ultimo turno, lucky loser)
4. Jack Draper (ultimo turno)

1. Peter Gojowczyk (qualificato)
2. Tarō Daniel (qualificato)
3. Stefan Kozlov (primo turno)
4. Jeffrey John Wolf (primo turno, ritirato)

## Qualificati
1. Tarō Daniel
2. Dominik Koepfer

1. Peter Gojowczyk
2. Ramkumar Ramanathan

### Lucky loser
1. Adrian Mannarino

1. Steve Johnson

## Tabellone

### Legenda
| - Q = Qualificato - WC = Wild card - LL = Lucky loser | - ALT = Alternate - SE = Special Exempt - PR = Protected Ranking | - w/o = Walkover - r = Ritirato - d = Squalificato |

### Sezione 1
|  | Primo turno | Primo turno       | Primo turno       | Primo turno | Primo turno |  |  | Ultimo turno | Ultimo turno     | Ultimo turno     | Ultimo turno | Ultimo turno |  |
|  |             |                   |                   |             |             |  |  |              |                  |                  |              |              |  |
|  | 1           | Adrian Mannarino  | 6                 | 2           | 6           |  |  |              |                  |                  |              |              |  |
|  |             | Radu Albot        | 4                 | 6           | 2           |  |  | 1            | Adrian Mannarino | Adrian Mannarino | 4            | 3            |  |
|  |             | Ričardas Berankis | Ričardas Berankis | 3           | 64          |  |  | 6            | Tarō Daniel      | Tarō Daniel      | 6            | 6            |  |
|  | 6           | Tarō Daniel       | Tarō Daniel       | 6           | 7           |  |  |              |                  |                  |              |              |  |

### Sezione 2
|  | Primo turno | Primo turno       | Primo turno     | Primo turno | Primo turno |  |  | Ultimo turno | Ultimo turno    | Ultimo turno | Ultimo turno | Ultimo turno |  |
|  |             |                   |                 |             |             |  |  |              |                 |              |              |              |  |
|  | Alt         | Borna Gojo        | Borna Gojo      | 2           | 5           |  |  |              |                 |              |              |              |  |
|  |             | Dominik Koepfer   | Dominik Koepfer | 6           | 7           |  |  |              | Dominik Koepfer | 6            | 4            | 6            |  |
|  | WC          | Donald Young      | 4               | 6           | 3           |  |  | WC           | Donald Young    | 1            | 6            | 3            |  |
|  | 8           | Jeffrey John Wolf | 6               | 4           | 1r          |  |  |              |                 |              |              |              |  |

### Sezione 3
|  | Primo turno | Primo turno      | Primo turno | Primo turno | Primo turno |  |  | Ultimo turno | Ultimo turno    | Ultimo turno    | Ultimo turno | Ultimo turno |  |
|  |             |                  |             |             |             |  |  |              |                 |                 |              |              |  |
|  | 3           | Steve Johnson    | 4           | 7           | 6           |  |  |              |                 |                 |              |              |  |
|  | WC          | Bruno Kuzuhara   | 6           | 6           | 3           |  |  | 3            | Steve Johnson   | Steve Johnson   | 64           | 2            |  |
|  |             | Ernesto Escobedo | 6           | 4           | 1           |  |  | 5            | Peter Gojowczyk | Peter Gojowczyk | 7            | 6            |  |
|  | 5           | Peter Gojowczyk  | 3           | 6           | 6           |  |  |              |                 |                 |              |              |  |

|  | Primo turno | Primo turno         | Primo turno         | Primo turno | Primo turno |  |  | Ultimo turno | Ultimo turno        | Ultimo turno | Ultimo turno | Ultimo turno |  |
|  |             |                     |                     |             |             |  |  |              |                     |              |              |              |  |
|  | 4           | Jack Draper         | 6                   | 5           | 6           |  |  |              |                     |              |              |              |  |
|  |             | Christopher Eubanks | 4                   | 7           | 4           |  |  | 4            | Jack Draper         | 6            | 6            | 62           |  |
|  | Alt         | Ramkumar Ramanathan | Ramkumar Ramanathan | 6           | 6           |  |  | Alt          | Ramkumar Ramanathan | 7            | 3            | 7            |  |
|  | 7           | Stefan Kozlov       | Stefan Kozlov       | 0           | 1           |  |  |              |                     |              |              |              |  |